# اندی کول
اندرو الکساندر "اندی" کول (به انگلیسی: Andrew Alexander "Andy" Cole) (زاده ۱۵ اکتبر ۱۹۷۱) بازیکن بازنشسته فوتبال است. وی اهل انگلستان است. در دهه ۱۹۹۰ رسانه‌ها او را اندی کول می‌خواندند، ولی در دهه ۲۰۰۰ او رسماً درخواست کرد تا او را اندرو کول بنامند.
دوران حرفه‌ای او از سال ۱۹۸۸ تا ۲۰۰۸ ادامه داشت. او به خاطر دوران حضورش در منچستریونایتد به مهاجمی پرآوزه تبدیل شد. تا آنجا که این باشگاه برای خرید او از نیوکاسل رکورد نقل و انتقالات بریتانیا را شکست. او با مبلغ 7 میلیون پوند که شامل ۶ میلیون پوند پول نقد به اضافه بسته افزوده یک میلیون پوندی بود به باشگاه منچستر یونایتد پیوست. کول شش سال را با منچستریونایتد گذراند و هشت جام مهم از جمله سه گانه لیگ برتر، جام حذفی و لیگ قهرمانان اروپا را در سال ۱۹۹۹ به دست آورد. او علاوه بر منچستریونایتد و نیوکاسل یونایتد، در لیگ برتر فوتبال انگلیس برای آرسنال، بلکبرن روورز، فولام، منچسترسیتی، پورتسموث و ساندرلند و همچنین برای بریستول سیتی، بیرمنگام سیتی، برنلی و ناتینگهام فارست بازی کرد. او با ۱۸۷ گل چهارمین گلزن برتر تاریخ لیگ برتر است. وی همچنین عنوان سریع‌ترین گلزن با ۵۰ گل از ۶۵ بازی را در اختیار دارد. او یکی از معدود بازیکنانی در انگلیس است که تمام افتخارات ممکن را در این کشور به دست آورده است. کول همچنین ۱۵ بار برای تیم ملی انگلیس بین سال‌های ۱۹۹۵ و ۲۰۰۱ بازی کرد و یک گل در مقابل آلبانی در مقدماتی جام جهانی ۲۰۰۲ به ثمر رساند.